# Jac Clinch
 (août 2023).
John (Jac) Clinch est un réalisateur d'animation, chef-animateur, illustrateur et scénariste britannique vivant entre Londres et Faversham, une ville de marché et paroisse civile du Kent proche de Douvres en Angleterre. Son premier court métrage d'animation, The Alan Dimension (2016),,, a été nommé en Sélection Cinéfondation et présenté en avant-première au Festival de Cannes 2016, et a été nommé pour le prix du 'meilleur court-métrage d'animation' à la 70e cérémonie des British Academy Film Awards,.

## Formation
Clinch étudia à The King's School, Canterbury (en) (2005-2010), obtint une licence en animation et illustration à l'université de Kingston (2011-2014) et une maîtrise en réalisation d'animation de la National Film and Television School (2014-2016),.

## Filmographie
- 2014 : Pinion[15].
- 2016 : The Alan Dimension[16].
- 2017 : CHOPS (court-métrage en prise de vues réelles, 2017) pour Channel 4[17].
- 2017 : BEAST, séquence animée pour le court métrage primé de Leonora Lonsdale, combinant l'action en direct et l'animation 2D[18].
- 2018 : flashbacks animés pour la série télévisée Britannia de Sky en collaboration avec Blinkink, inspirés par les runes druidiques[19].
- 2019 : quatre courts métrages réalisés pour la marque Sourcy Mineral water, en collaboration avec les studios BlinkInk et Indie Amsterdam en utilisant les ressources du RIJKSmuseum donnant vie à des peintures hollandaises de vieux maîtres[20].
- 2019 : APES[21].
- 2020 : WAR CHILD, trois courts métrages réalisés destinés à la BRITs Week avec O2 pour la campagne d'aide humanitaire de l'organisation War Child (charity) (en) en collaboration avec les studios Blinkink et JustSo et les artistes Bombay Bicycle Club, Sigrid et Tom Walker dont le but est de protéger, enseigner et défendre les droits des enfants en temps de guerre[22].

## Récompenses

### The Alan Dimension (2016)
Liste non-exhaustive des prix :
| Récompense | Résultat   |
| --- | ---------- |
| France: Festival international du film d'animation d'Annecy 2016 – Prix Junior du Jury.                       | Lauréat    |
| Roumanie: Kinofest International Digital Film Festival 2016.                                                  | Nomination |
| Écosse: Festival international du film d'Édimbourg 2016.                                                      | Nomination |
| Roumanie: Câmpulung Film Fest 2016.                                                                           | Nomination |
| Royaume-Uni: The Makeshift Cinema Festival 2016.                                                              | Nomination |
| France: Sélection Cinéfondation au Festival de Cannes 2016                                                    | Nomination |
| Italie: Prix du public - Festival international du court-métrage de Florence 2016.                            | Lauréat    |
| Allemagne: Hof International Film Festival 2016.                                                              | Nomination |
| Suède: Norrköping Film Festival Flimmer 2016.                                                                 | Nomination |
| Angleterre: Prix du public - Encounters Short Film and Animation Festival 2016.                               | Lauréat    |
| Royaume-Uni: prix du 'meilleur court-métrage d'animation' à la 70e cérémonie des British Academy Film Awards. | Nomination |
| Roumanie: Meilleur court-métrage d’animation - Hyperfest International Student Film Festival 2016.            | Lauréat    |
| Brésil : Anima Mundi : International Animation Festival 2016.                                                 | Nomination |
| Italie: TOHorror Film Festival 2016.                                                                          | Nomination |
| Grèce: Thessaloniki Animation Film Festival 2016.                                                             | Nomination |
| Hongrie: Primanima World Festival of First Animations 2016.                                                   | Nomination |
| États-Unis: Médaille de bronze - Science Fiction + Fantasy Short Film Festival 2017.                          | Lauréat    |
| Pologne: Prix du Jury - Independent Film Festival in the name of Ireneusz Radź 2016.                          | Lauréat    |
| Roumanie: Meilleur Scénario - DaKINO International Film Festival 2017.                                        | Lauréat    |
| Pologne: Mention Spéciale - Węgiel Film Festival 2017.                                                        | Lauréat    |
| États-Unis: Mention d’Honneur - Nashville Film Festival 2017.                                                 | Lauréat    |
| France: Prix un certain regard – 7e Semaine du Cinéma Paris 2017.                                             | Lauréat    |
| Mexique: Guanajuato International Film Festival 2016.                                                         | Nomination |
| Royaume-Uni: Prix du choix du public - IndieFlicks Festival 2017.                                             | Lauréat    |